# Präsidentschaftswahl in Turkmenistan 1990
Die Präsidentschaftswahlen in Turkmenistan 1990 (russisch Президентские выборы в Туркменской ССР 1990, Presidential elections) wurden am 27. Oktober 1990 erstmals in der Turkmenischen Sozialistischen Sowjetrepublik durchgeführt. Der einzige Kandidat war Saparmyrat Nyýazow. Nach offiziellen Angaben erhielt er 98 % der Stimmen. Die Wahlbeteiligung lag bei 97 %.

## Ergebnis
Nyýazow, der für die Türkmenistanyň Kommunistik Partiýasy (Kommunistische Partei Turkmenistans) antrat, erhielt nach offiziellen Angaben 1.716.278 Stimmen. 29.790 waren gegen ihn, 307 Stimmen waren ungültig. Wahlberechtigt waren 1.805.782 Personen.